# Secondigné-sur-Belle
Secondigné-sur-Belle – miejscowość i gmina we Francji, w regionie Nowa Akwitania, w departamencie Deux-Sèvres.
Według danych na rok 1990 gminę zamieszkiwały 462 osoby, a gęstość zaludnienia wynosiła 19 osób/km² (wśród 1467 gmin regionu Poitou-Charentes Secondigné-sur-Belle plasuje się na 580. miejscu pod względem liczby ludności, natomiast pod względem powierzchni na miejscu 275.).